# Caltex

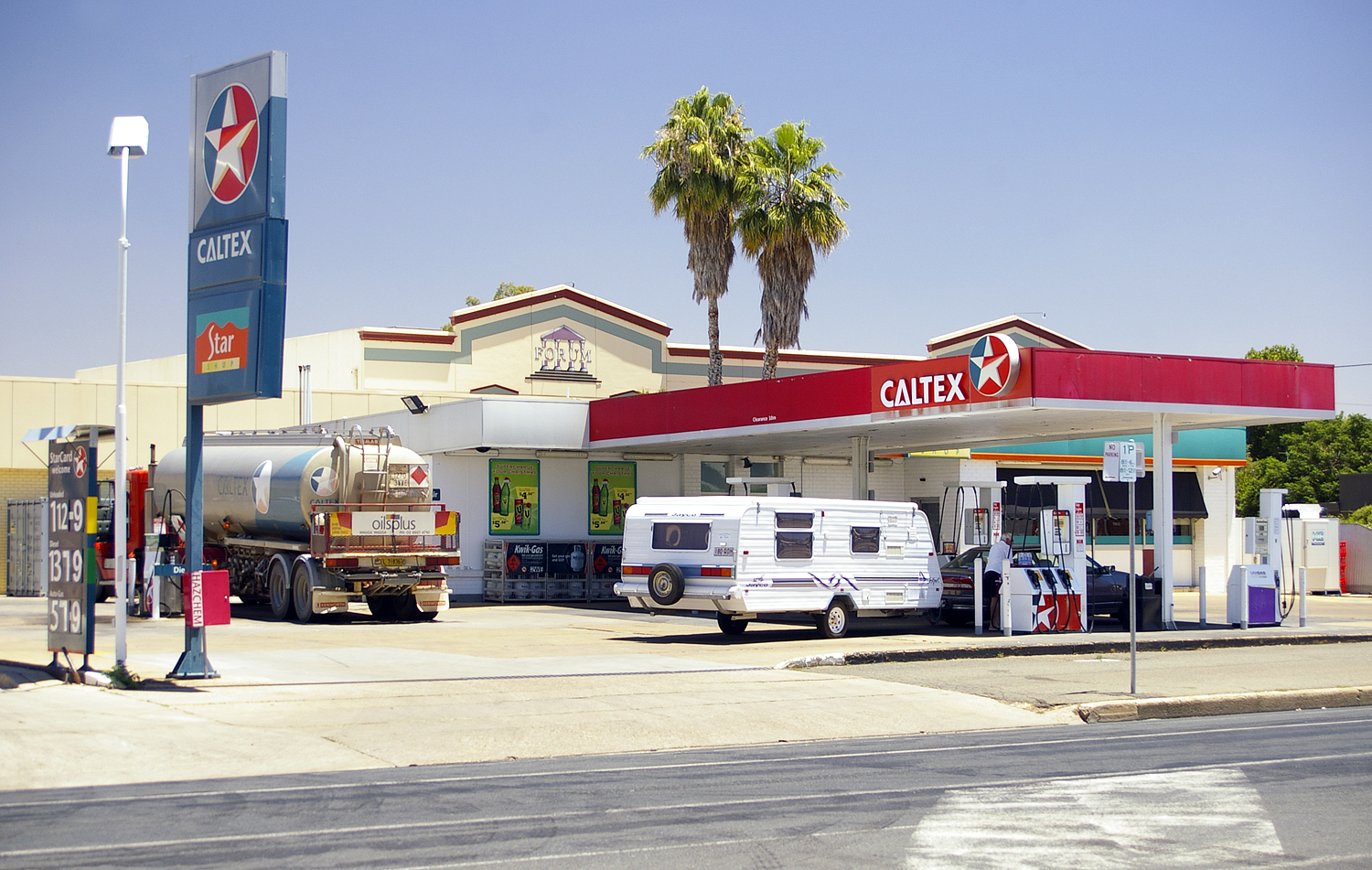
Caltex-benzinestation in Australië

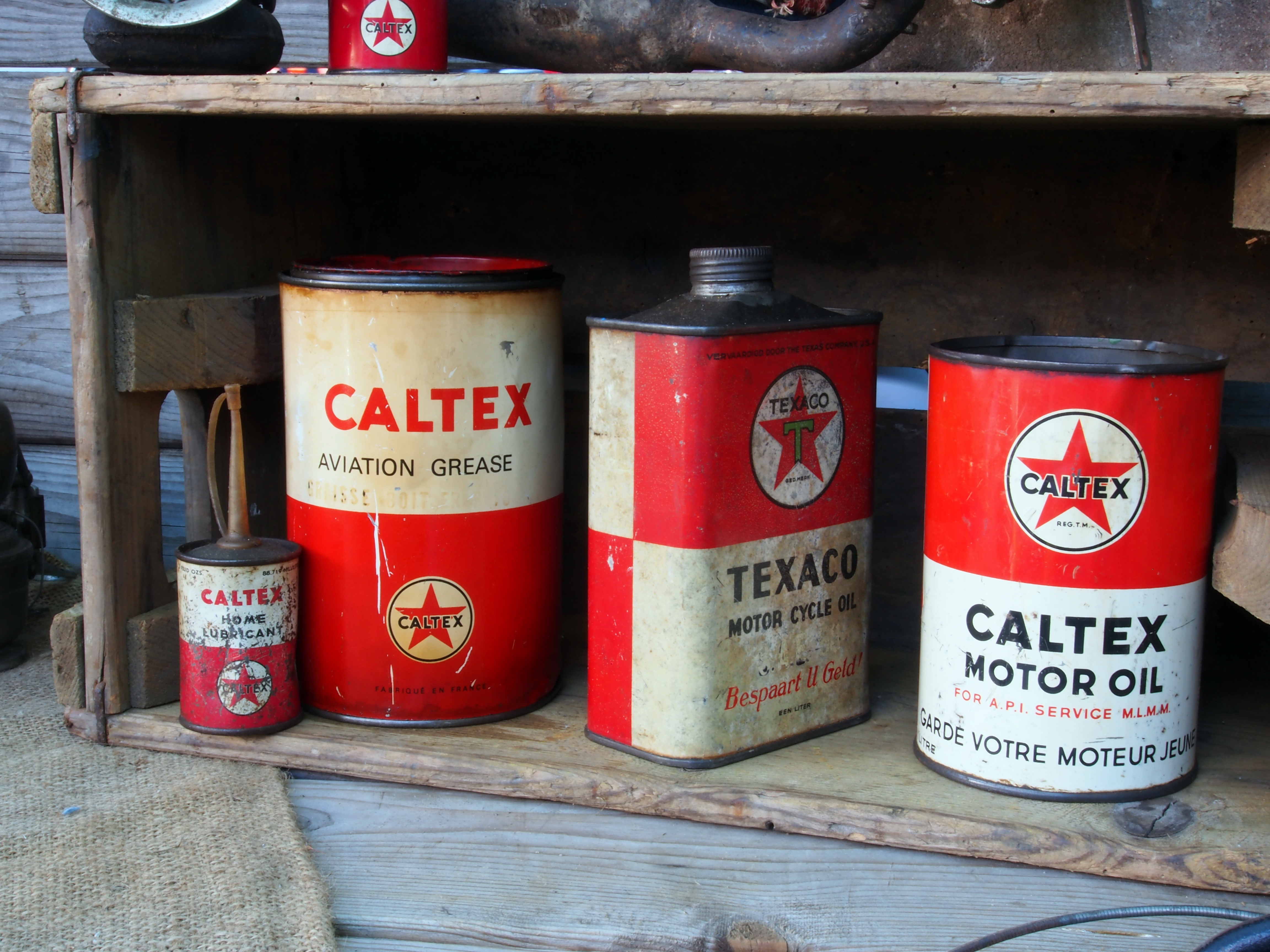
Olieblikken met diverse Caltex-logo's

De California Texas Oil Corporation, beter bekend onder de merknaam Caltex, is een bedrijfsonderdeel van Chevron Corporation. 
De California Texas Oil Corporation is op 30 juni 1936 ontstaan als een dochter van Standard Oil of California (SOCAL) en Texas Oil Company. SOCAL had in 1932 olie ontdekt in Bahrein, maar had hiervoor geen afzetmarkten. Texas Oil Company had wel distributie-activiteiten in Azië, maar had geen olie. Door samen te gaan werden beide problemen opgelost.
De activiteiten werden verder uitgebreid, in 1949 werd het bedrijf actief in Japan en raffinaderijen volgden in diverse andere landen zoals de Filipijnen en Australië. In 1966 was het bedrijf actief in meer dan 70 landen. De merknaam Caltex werd in tal van landen door tankstations gevoerd, ook in België en Nederland. In 1967 werden de Europese activiteiten verdeeld over de twee moederbedrijven. Zij konden zo hun eigen strategie in diverse Europese landen volgen. Texaco (Texas Oil Company) had fors geïnvesteerd in de regio en wilde meer, maar SOCAL wilde zich concentreren op Noord-Amerika. Ten oosten van het Suezkanaal bleef het bedrijf wel actief. In 1968 werd de naam officieel Caltex Corporation omdat de handelsnaam Caltex veel beter bekend was.
In 1986 vierde het bedrijf het 50-jarig bestaan. Het was op dat moment actief in 56 landen. In 1999 verhuisde het hoofdkantoor van Dallas (Texas) naar Singapore. In 2001 fuseerden de moederbedrijven van Caltex en gingen samen verder als ChevronTexaco Corporation. In maart 2015 verkocht Chevron de laatste 50% van de aandelen in Caltex Australia. Eerder was de Australische tak van Caltex al gedeeltelijk naar de aandelenbeurs gegaan, maar door de dalende olieprijs had Chevron geld nodig en stootte niet-essentiële bedrijfsonderdelen af. De verkoop leverde Chevron ruim 4 miljard dollar op.
Caltex is nog actief in ongeveer 25 landen. De meeste activiteiten zijn in Azië, maar het bedrijf is ook in een beperkt aantal Afrikaanse landen aanwezig zoals Egypte en Zuid-Afrika.